# 新喜劇すー
新喜劇すー（しんきげきすー）は、吉本興業が主催する吉本新喜劇のイベントのひとつ。並びに同イベントのダイジェスト版を放送する毎日放送テレビ（MBSテレビ）のバラエティ番組。

## 概要
「爆劇!新base隊」「新喜劇フー!!」「新喜劇ボンバー」に続き、よしもとクリエイティブ・エージェンシーのタレントのうち、京橋花月と若手新喜劇（YSPオールスターズ）所属メンバーによって行われるイベント。
「すー」というタイトルから察するとおり、主役は「すー太郎」（すっちー）を演じる。

## 舞台セット内容
下記はいずれも観客側から見た位置。
- 屋台ラーメン（舞台中央）
- CAFE KIKI（舞台右端）

## 放送期間
- 放送開始は2010年1月22日で、放送日は毎月第3金曜日24:59 - 25:59

|                  | 放送日        | ゲスト                                                                         |
| ---------------- | ------------- | ------------------------------------------------------------------------------ |
| 第1回            | 2010年1月22日 | 信濃岳夫、新名徹郎、井上安世                                                   |
| 第2回            | 2010年2月19日 | 佐藤太一郎、見取慎太郎、信濃岳夫、安井まさじ、未知やすえ、山本奈臣実、井上安世 |
| 第3回 （最終回） | 2010年3月19日 | 島田一の介、未知やすえ、佐藤太一郎、見取慎太郎、信濃岳夫、安井まさじ           |

## 出演者

### レギュラー
- すっちー - 主人公。小学4年生のすー太郎。
- 中川貴志 - 第1話ではホームレスになった元弁護士。第2話ではクリーニング屋の店主。第3話ではTVディレクターと偽る泥棒で、実はすー太郎の父である。
- ギャロップ
  - 林健 - 第1話では代議士でまさじの親友。第2話では。第3話では青野社長の秘書。
  - 毛利大亮 - 第1話では借金取りの男の舎弟。第2話ではチンピラ。第3話では。
- 吉田裕 - 第1話では屋台ラーメン屋の店主、すー太郎の親戚でもある。第2,3話ではやすえの弟である。話数によってはお店を異なることもある（第2話ではCAFE KIKI、第3話ではうどん・そば屋）。
- 青野敏行 - 借金取りの男。
- 信濃岳夫 - 林代議士の秘書。
- 松浦真也 - ストリートミュージシャン。
- 井上竜夫 - 第1話では靖子の父。第2話ではすー太郎の孫。第3話ではやすえ・裕の父。

### ゲスト
- 未知やすえ - 第2,3話では裕の姉である。話数によってはお店を異なることもある（第2話ではCAFE KIKI、第3話ではうどん・そば屋）。
- 島田一の介 - 第3話では宝石店のオーナーで、健の父である。
- 高橋靖子 - 第1話ではCAFE KIKIの店主。
- 井上まさじ - 第1話では靖子の弟。5年前にバンドを決意し、家に追い出した。
- 新名徹郎 - 第1話では若いカップル。
- 井上安世 - 第1話では同上。
- 山本奈臣実 - 第2話では貴志の妻。クリーニング屋勤務。
- 見取慎太郎 - 第2話では吉本組若頭・青野の舎弟。
- 安井まさじ - 第2話ではチンピラ。

## スタッフ
- 作・演出：オパヤン
- SW：袖垣竜也
- CAM：寺岡憲一、脇阪祐司、三村友昭
- VE：大森喜章
- AUD：本城宣彰
- VTR：中沢明日香
- EED：牧原保
- MA：田口雅敏
- MIX：磯崎有生
- 音効：筒井美那
- LD：玉井克典
- 舞台監督：藤井岳
- 制作進行：原章裕
- CGデザイン：小笠原佳子
- ディレクター：渡辺恒史
- プロデューサー：東郷泰樹（MBS）、松本啓邦（よしもとクリエイティブ・エージェンシー）、齋藤克（ゾフィープロダクツ）
- 技術協力：トラッシュ、アーチェリープロダクション、戯音工房
- 協力：ウイング、クリック、長野かつら、浪原靴店
- 制作協力：ゾフィープロダクツ
- 製作著作：毎日放送テレビ、吉本興業